# 耶馬溪村
耶馬溪村（やばけいむら）は、大分県下毛郡にあった村。現在の中津市の一部にあたる。

## 地理
木ノ子岳の北西、山国川の上流域に位置していた。

## 歴史
- 1889年（明治22年）4月1日、町村制の施行により、下毛郡戸原村、冠石野村、平田村、多志田村、三尾母村、小友田村、福土村、柿坂村が合併して村制施行し、城井村（きいむら）が発足[3][4]。旧村名を継承した戸原、冠石野、平田、多志田、三尾母、小友田、福土、柿坂の8大字を編成[4]。役場を大字戸原に設置[4]。
- 1925年（大正14年）9月1日、耶馬溪村に改称[1][2]。役場を大字平田に設置[2]。
- 1953年（昭和28年）4月1日、中耶馬溪村に編入され廃止[1][2]。同年9月1日、中耶馬溪村が耶馬溪村（第二次）に改称[1][2]。

## 産業
- 農業

## 交通

### 鉄道
- 1914年（大正3年）耶馬渓鉄道（のち大分交通耶馬渓線）洞門～耶鉄柿坂間が開通し耶馬渓平田駅（字平田）、耶鉄柿坂駅（大字柿坂）開設[4]。1924年（大正13年）耶馬渓鉄道耶鉄柿坂～守実間開通[4]。